# Eupithecia atomaria
Eupithecia atomaria là một loài bướm đêm trong họ Geometridae.